# Chris Cool
Chris Cool (titre original : Christopher Cool: Teen Agent, littéralement : Christopher Cool : agent adolescent) est une série américaine de six romans pour la jeunesse écrite par Jack Lancer, pseudonyme de Jim Lawrence, publiée aux États-Unis de 1967 à 1969 par Grosset & Dunlap.
En France, la série a été éditée dans son intégralité  de 1969 à 1973 aux éditions Hachette dans la collection Bibliothèque verte. 

## L’auteur
Chris Cool a été créée par le Stratemeyer Syndicate, une société d'édition qui embauche des rédacteurs à qui elle confie des synopsis de romans qu'ils doivent développer. Un contrat oblige les rédacteurs à renoncer à tous droits sur leur travail et à garder secrètes leur collaboration et leur identité, et à utiliser des pseudonymes. C'est Jack Lancer, de son vrai nom Jim Lawrence, qui a écrit tous les romans de la série. Il a révélé son identité en 1989 lors d’un entretien publié dans le magazine Comics Interview (no 69).
De 1966 à 1977, Jim Lawrence écrira un comic strip des aventures de James Bond dans le journal Daily Express, le dessinateur étant Yaroslav Horak.

## Le héros
Chris, jeune étudiant, est le meilleur élément de l'A.T.S., la seule organisation de contre-espionnage au monde à recruter des agents de moins de vingt ans. Son chef est Z (X en VO). Avec son ami et collègue, le jeune Sioux Geronimo (un Apache dans la version originale), il se déplace dans divers pays étrangers pour les besoins de ses missions. 
Mélange de James Bond et des Frères Hardy, les aventures du jeune agent secret Chris Cool - parfois relevées d'un zeste de fantastique - reflètent la mode du thème de l’espionnage assorti de gadgets, très en vogue dans la littérature et la cinématographie des années soixante.

## Liste des titres
Note : l'illustrateur exclusif de la série est Jacques Poirier.
- Chris Cool agent top-secret (X Marks the Spy, 1967) 1re édition française : 1969. Bib. verte no 406. Traduit par Jean Dupont.

- Chris Cool et les monstres (Departement of danger, 1968) 1re édition française : 1970. Bib. verte no 422. Traduit par France-Marie Watkins.

- Chris Cool chez les Turcs (Mission : Moonfire, 1967) 1re édition française : 1970. Bib. verte no 438. Traduit par France-Marie Watkins.

- Chris Cool et l'agent double (Ace of Shadows, 1967) 1re édition française : 1972. Traduit par France-Marie Watkins.

- Chris Cool chez les Jivaros (Heads you lose, 1967) 1re édition française : 1972. Traduit par France-Marie Watkins.

- Chris Cool contre le dragon (Trial by Fury, 1969) 1re édition française : 1973. Traduit par France-Marie Watkins.

## Sources
- André-François Ruaud et Xavier Mauméjean, Le Dico des héros, Éditions Les Moutons électriques / Bibliothèque rouge, janvier 2009.
- Armelle Leroy, Le Club des Cinq, Fantômette, Oui-Oui et les autres : Les grandes séries des Bibliothèques Rose et Verte, Paris, Hors Collection, 2005, 110 p. (ISBN 2-258-06753-7)